# جبن البيتزا
يشمل جبن البيتزا عدَّة أصناف وأنواع من الأجبان ومنتجات الألبان التي أُعِدَّت وصُنِّعت للاستخدام خصِّيصاً في البيتزا. وتشمل هذه الأخيرة الجبن المُّصنَّع والمُعدَّل مثل أجبان موتزاريلا المُصنَّعة وأنواع الموتزاريلا الطبيعيَّة. كما يمكن أن يُشير المُصطلح أيضاً إلى أي نوع من الجبن المناسب للاستخدام على البيتزا. يُعدُّ جبن موتزاريلا الأكثر شعبية من ناحية الاستخدام في إعداد البيتزا (وهو ما يُمثِّل حوالي 30%)، يليه كل من البروفولوني والتشيدر والبارميجيانو ريجيانو. وغالباً ما يُستخدَم جبن إمنتال وبيكورينو رومانو وريكوتا كزينة، كما يُنتَج الجبن المُصنَّع بشكل كثيف خصِّيصاً للبيتزا. يتم تجميد بعض أنواع جبن البيتزا المُنتجَة بعد تصنيعها وشحنها مُجمَّدة.
يُصنَّع الجبن المُخصَّص للبيتزا للحفاظ على خواص مثالية من ناحية التسمير والانصهار وقابلية التمدد ومحتوى الدهون والرطوبة. وجدت العديد من الدراسات والتجارب التي تم خلالها تحليل تأثير الزيوت النباتية وعمليات التصنيع والتخمير، تغيُّر طبيعة بروتينات مصل اللبن وتغييرات أخرى تهدف إلى إعداد جبن بيتزا مثالي واقتصادي. في عام 1997، قُدِّر الإنتاج السنوي لمنتجات جبن البيتزا بـ2 مليار جنيه إسترليني في الولايات المتحدة و200 مليون جنيه إسترليني في أوروبا، وفي عام 2000 زاد الطلب على المُنتَج في أوروبا بنسبة 8% سنوياً. استمر الاتجاه إلى الإنتاج والاستهلاك المُطرد لجبن الموتزاريلا وجبن البيتزا في العقد الأول من القرن الحادي والعشرين في الولايات المتحدة.

## الأصناف والأنواع

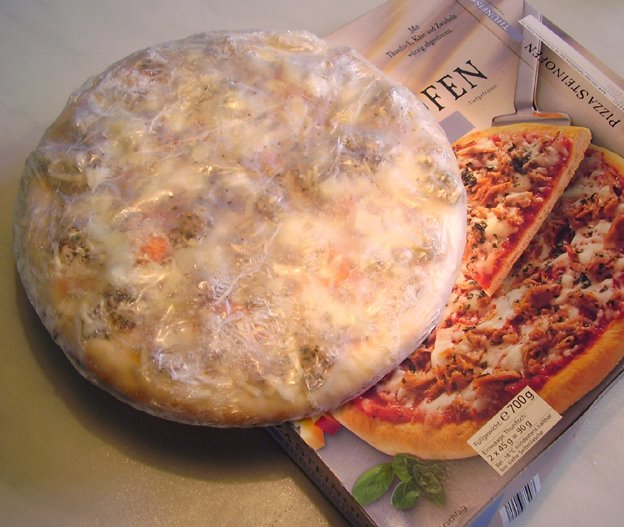
بيتزا مُجمَّدة مُغلَّفة.

يُعرِّف المعجم الدولي للأغذية والطبخ (بالإنجليزية: International Dictionary of Food and Cooking) جبن البيتزا بأنه «جبنة طرية من نسج اللبن الرائب تُشبِه جبنة الموتزاريلا المصنوعة من حليب البقر...» والتي«... تُستخدَم بشكل خاص في البيتزا وتحتوي على ماء أقل بعض الشيء مقارنة بجبن الموتزاريلا الحقيقي...». معظم هذه الأجبان أي ما لا يقل عن 95 في المائة منها عبارة عن موتزاريلا، مع كثافات مُختلِفة من حيث الرطوبة والدهون. قد يُفتَّت الجبن المُخصَّص للبيتزا المُجمَّدة، حيث يُصنَّع الجبن على شكل حُبيبات أو شظايا دقيقة. يمكن أيضاً تحضير جبنة الموتزاريلا منخفضة الرطوبة خصِّيصاً للبيتزا، بالإضافة إلى إمكانية تحضيره على شكل كتل، يمكن بشرها أو يُصنَع على شكل حبيبات أو شرائح للاستخدام على البيتزا أو غيرها من الأطعمة. يتكون جبن البيتزا في كثير من الأحيان من مزيج من جبنين أو أكثر، مثل جبن الموتزاريلا أو البروفلوني ذوا الرطوبة المُنخفضة. يُصنَع الموتزاريلا قليل الرطوبة أولاً في مصانع الألبان في الغرب الأوسط للولايات المتحدة، وكان يطلق عليه في الأصل «جبن البيتزا». بالمقارنة مع جبنة الموتزاريلا الأساسية، تتميز جبنة الموتزاريلا المُنخفضة الرطوبة بنسيج أكثر صلابة، وهي أسهل في البشر، ولها خصائص أفضل بخصوص التسمير والانصهار وأقل تحللاً.
يُعتبر جبن الموتزاريلا هو جبن البيتزا الأكثر شعبية على الصعيد العالمي. ومع ذلك، تُشِير التقديرات إلى أن جبن الموتزاريلا يُشكِّل 30% من جميع أنواع جبن البيتزا المُستخدمَة في الولايات المتحدة وحدها. ويأتي جبن بروفولوني في المرتبة الثانية من حيث الشعبية. ويُمكن خلط جبنة تشيدر مع جبن الموتزاريلا للحفاظ على التعلك. كما يُمكن إضافة جبن بارميجيانو ريجيانو المبشور إلى الجزء العلوي من البيتزا، وهو لا ينصهر في الغالب جيداً عند طهيه. يتم إنتاج مجموعة متنوعة من أجبان البيتزا المُصنَّعة، بما في ذلك نظير الجبن، ويُعتبر جبن بروفل مثالاً على هذه النظائر. تشمل أجبان البيتزا الأخرى جبن إمنتال وبيكورينو رومانو وريكوتا التي تُستخدم في الكالزون كزينة.
قد تُخلط العديد من الأجبان فيما بينها في تركيبة واحدة، ولكل منها خصائص مُميِّزة من ناحية التسمير والتبثُّر. فعلى سبيل المثال، قد يؤدي مزيج جبن الموتزاريلا والتشيدر إلى ظهور بثور بشكل أقل عند الطهي مقارنة مع تركيبات أخرى، لأن جبن التشيدر ذو مرونة أقل، في حين أن جبنا الموتزاريلا وبروفولوني قد يكونان أقل سمرة بالمقارنة مع تركيبات أخرى.

### أجبان البيتزا المُصنَّعة

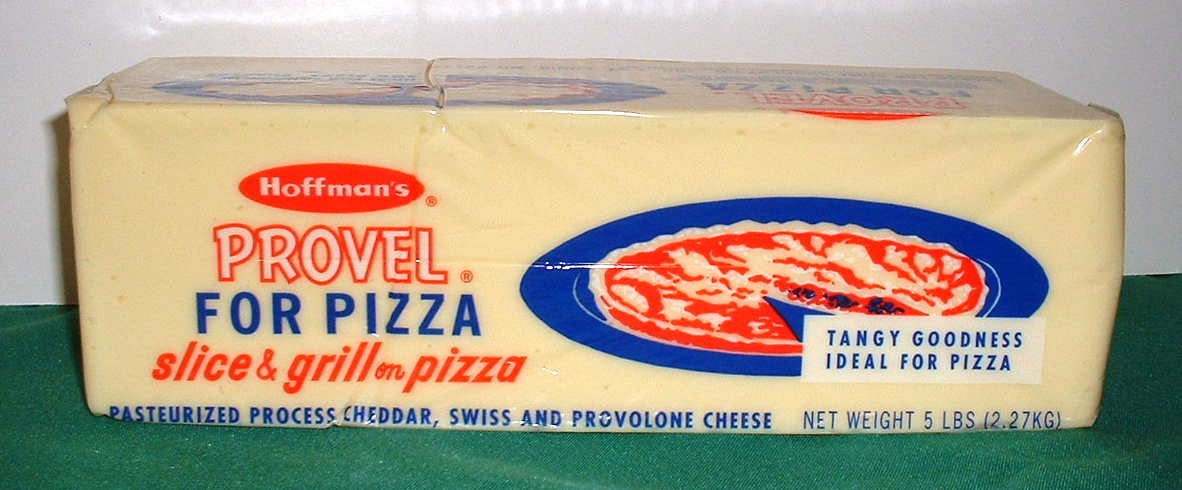
جبن البيتزا بروفل على شكل كتلة تبلغ خمسة أرطال. يُستخدَم هذا المُنتَج عادة في إعداد بيتزا بطريقة سانت لويس.

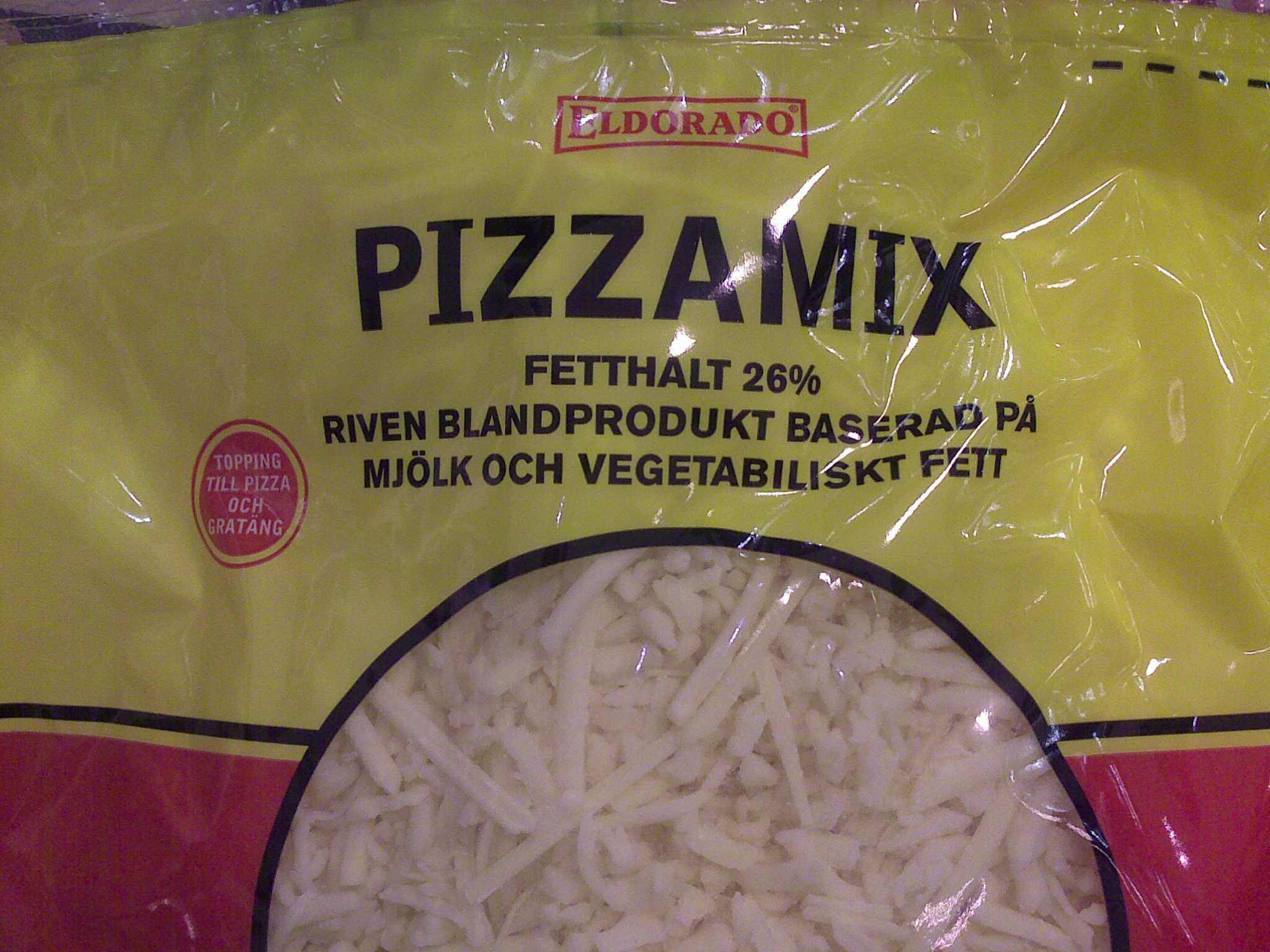
مزيج جبن البيتز السويدي المُصنَّع والذي يُحَضَّر مع الحليب والدهون النباتية، مع نسبة دهون إجمالية تبلغ 26%.

تُستعمل منتجات تُشبِه الجبن المُبستر والمُصنَّع للبيتزا نظراً لكونها أسرع وأرخص في عملية الإنتاج مقارنة بالجبن الحقيقي وهي مُعدَّة لتنصهر بشكل جيد وتبقى مطاطية في العديد من أنواع البيتزا المُنتَجة بكثافة في أمريكا الشمالية والمملكة المتحدة. ويُشَار إلى هذه المنتجات باسم جبن البيتزا التناظري (بالإنجليزية: analogue (or analog) pizza cheese)؛ يُستخدم مصطلح «الجبن التناظري» (بالإنجليزية: analogy cheese) في المملكة المتحدة، كإشارة توضيحية إلى أنه ليس جبناً حقيقياً. ينص الكاتبان باري لاو وعدنان تميم في كتابهما تكنولوجيا صناعة الجبن (بالإنجليزية: Technology of Cheesemaking) على أن جبن البيتزا التناظري وعلى ما يبدو أنه النوع الرائد من نظائر الجبن المُنتَجة عالمياً. وتُباع في كل عام في الولايات المتحدة حوالي 700 مليون بيتزا مُجمَّدَة، ثلاثة أرباعها تحتوي على بدائل الجبن.
يُمكِن تحضير أجبان البيتزا التناظرية بواسطة معدات صناعة الجبن قليلة التطور مما هو مطلوب لجبن الموتزاريلا، مثل استخدام الخلط وقوالب الصب البسيطة. وتكون هذه الأجبان ذات ملمس ناعم وانصهار واحد، كما أنها خيطية ولزجة من الداخل ويتوضح ذلك عندما تُسحب أو تُعض. وتفتقر هذه الأجبان إلى الانصهار، أو تذوب مع مُنتَج مُمزَّق عند طهوه، حيث يتخثر الجبن مع المُنتج. وقد طُوِّرت أنظمة موازنة جديدة للمساعدة في إنتاج أجبان البيتزا التناظرية.
من بين الأمثلة على الأجبان المُصنَّعة هناك جبن بروفل، الذي يستخدم جبن تشيدر والجبن السويسري وجبن بروفولوني كنكهات. تُصنَع بعض الأنواع التناظرية مع الكازين، وهو مُنتَج ثانوي من الحليب، والزيوت النباتية، بدلاً من دهون الحليب. تُصنَع أجبان الموتزاريلا المُصنَّعة والمُقلَّدة والمُعتمدة على الكازين باستخدام المِنفحة كبديل للموتزاريلا على البيتزا المُجمَّدة.
في بعض الحالات، يُمكِن أن يكون إنتاج جبن البيتزا التناظري مماثلاً لإنتاج جبن الكريمة، على الرغم من أن الإنتاج قد يكون مُختلِفاً وقد يتم تفادي التجانس. في بعض الأصناف، يُسخَّن المُنتَج ليبقى في درجة حرارة مُحددَّة ولفترة مُحددَّة من الوقت، مما ينتج عنه تحوُّل البروتينات الموجودة في المزيج إلى جيلاتين. خلال هذه العملية، تعمل الأملاح في المزيج على استحلابها وبالتالي تحسين قابلية انصهار المُنتَج النهائي. ثم يوضع المُنتَج المُسخَّن في عبوات تُشبِه صناديق الحقائب وهو لا يزال ساخناً، بحيث يسهل التعامل معه بشكل أكبر في هذه الحالة بالمقارنة مع الحالة الصلبة. أثناء التغليف، تُبرَّد هذه الأنواع من أجبان البيتزا سريعاً لتجنب تسمير المنتج، الذي قد ينتج عن طريق تفاعل ميلارد.

## البحث والتطوير

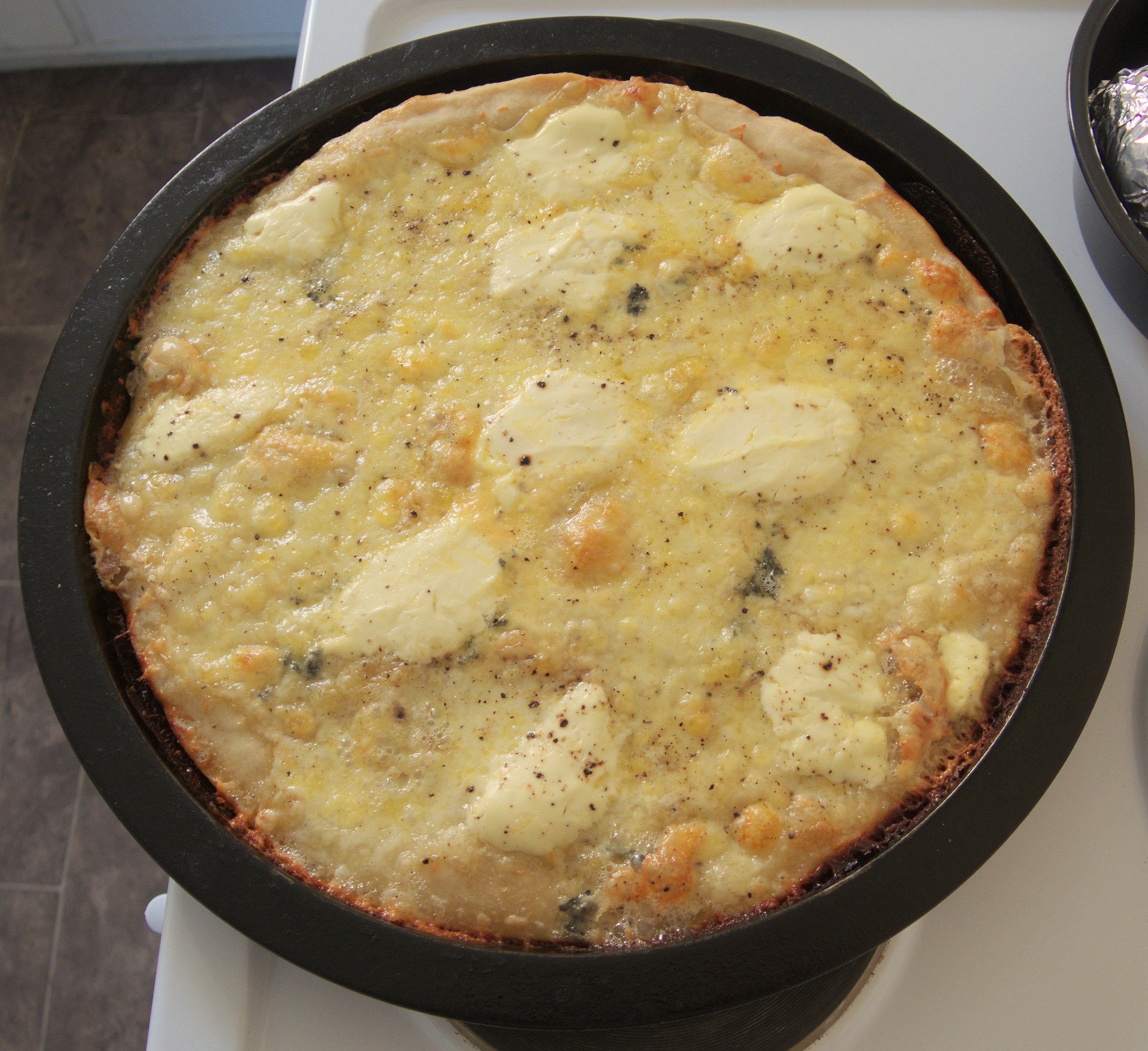
جبن بيتزا.

أجرى المُصنِّعون والأكاديميون دراسات وتجارب على جبن البيتزا في محاولة لتحسين خصائص قابلية التمدد والانصهار، والسُّمرة ومحتوى الدهون واحتباس الماء. توجد العديد من براءات الاختراع لأصناف مُخصَّصة من جبن البيتزا ومعالجته. توصلت دراسة قام بها رودان وباربانو إلى أن إضافة طبقة رقيقة من الزيت النباتي فوق جبن البيتزا قليل الدسم والدهون يزيد من قابلية الانصهار ويُقلِّل من السُّمرة والتجفاف عند طهي المُنتَج، ولكن بنيته تبقى مطاطية وقاسية للغاية. كما وجدت دراسة أجراها بيري وآخرون أساليب مختلفة لزيادة انصهار جبن البيتزا مُنخفِض الدهون عن طريق زيادة رطوبته، وتتضمن هذه التقنيات استخدام بادئات تخمر ما قبل التحميض، بدائل الدهون، ومواد البوليمر خارج الخلية بالإضافة إلى زيادة درجات حرارة البسترة.
يهدف المُصنُّعِون إلى جعل محتوى رطوبة جبن البيتزا يتراوح بين 50 إلى 52 في المائة ومحتوى من الدهن في المادة الجافة يتراوح بين 35 إلى 40 في المائة. ووجدت دراسة نُشِرت في المجلة الدولية للأغذية وتكنولوجيا العلوم (بالإنجليزية: International Journal of Food & Science Technology) أن مزيجاً من 12.5: 87.5 من حليب البيقية وحليب الأبقار يُحسِّن من خصائص الانصهار وقابلية التمدد. البيقية هي بقل يحتوي على بذور مشابهة للعدس. أشارت تجربة نُشِرت في المجلة الدولية لتكنولوجيا الألبان (بالإنجليزية: International Journal of Dairy Technology) إلى إمكانية تقليل مستوى الجلاكتوز، وهو سكر أحادي أقل حلاوة من الجلوكوز والفركتوز، باستخدام تقنيات زراعة مختلفة. وجدت مقالة في المجلة الدولية لهندسة الأغذية (بالإنجليزية: International Journal of Food Engineering) أن سترات الصوديوم، وهو مضاف غذائي يُستخدَم للحفاظ وإضافة النكهة للطعام، يُحسِّن بشكل طفيف الخواص المُمِّيزة لجبن البيتزا. وقد أوضحت الأبحاث المنشورة في صناعات الألبان الدولية (بالإنجليزية: Dairy Industries International) أن تغيُّر طبيعة بروتينات مصل اللبن تزيد من الاحتفاظ بالرطوبة، ولكن التحسينات كانت طفيفة جداً وليست جديرة بالاهتمام من الناحية الاقتصادية المُتعلقة.
يُفضِّل بعض المستهلكين تسميراً قليلاً في جبن البيتزا، والذي يمكن الحصول عليه عن طريق استخدام الجزء خالي الدسم من جبن الموتزاريلا منخفض الرطوبة مع محتوى منخفض من الجلاكتوز. أُعدِّت بعض الأصناف المُشتقَّة من أنواع الموتزاريلا الخالية من الدسم بحيث لا تتطلب التقادم أو استخدام بادئات التخمر. في حين أنه يُمكِن إنتاج أصناف أخرى من خلال التحمض المباشر للحليب، والذي يُستخدَم كبديل عن التخمير البكتيري.

## الإنتاج والتجارة
ارتفع إنتاج واستهلاك جبن الموتزاريلا وجبن البيتزا في الولايات المتحدة بشكل مطرد خلال منتصف القرن العشرين، واستمر هذا الاتجاه إلى العقد الأول من القرن الحادي والعشرين. يتم استهلاك مئات الملايين الأرطال من جبن البيتزا سنوياً في الولايات المتحدة. في عام 1997، قُدِّر الإنتاج السنوي للمنتج بـ1 مليون طن (2 مليار رطل) في الولايات المتحدة و100.000 طن (98.000 طن إنجليزي؛ 110,000 طن أمريكي، 220.460.000 رطل) في أوروبا. تُشِير التقديرات إلى أن جبن الموتزاريلا يُشكِّل 30% من جميع أنواع جبن البيتزا المُستخدَمة في الولايات المتحدة. اعتباراً من عام 2000، تزايد الطلب على المُنتج في أوروبا بنسبة 8% سنوياً.
يُستعمل جبن البيتزا الذي يتم إنتاجه بكثافة من قِبل صناعة خدمات الطعام ومطاعم الوجبات السريعة وغيرها من الصناعات والشركات. تُعدُّ شركة أطعمة لوبرينو أكبر مُصنِّع لجبن البيتزا في العالم إذ أنها تُنتِج 600.000 طن (590.000 طن إنجليزي؛ 660,000 طن أمريكي، 1.322.760.000 رطل) خلال السنة. تمتلك شركة أطعمة لوبرينو براءات اختراع لبعض العمليات الخاصة لإنتاج الموتزاريلا والتي تُمكِّن من تصنيع المُنتًج بسرعة. أحد هذه المنتجات هو الجبن المبروش المُجمَّد المُستخدَم للبيتزا والذي يتم إعداده في بضع ساعات من الحليب. كما تنتج شركات أمريكية أخرى كميات كبيرة من جبن البيتزا، والتي يتم شحنها وهي مُجمَّدة. اعتباراً من عام 2000، أصبحت شركة غلانبيا هي أكبر مُنتِج لجبن البيتزا في أوروبا. تحتوي بعض أصناف البيتزا المُجمًّدة المُنتَجة بكثافة والتي تُباع سواء بالتجزئة أو الجُملة على جبن محشو في قشرتها.

## الاستخدام حسب الجهة
يُستخدم جبن البيتزا بكميات كبيرة في أوروبا وأستراليا ونيوزيلندا والولايات المتحدة. كما يشتهر حليب الموتزاريلا الكامل في البيتزا في مناطق شرق وجنوب غرب الولايات المتحدة، في حين أظهرت إحدى الدراسات الاستقصائية أن البروفولوني كان الأكثر شعبية على الساحل الشرقي والغربي. ويُستعمل أيضاً جبن التشيدر بشكل أكثر في المناطق الشرقية والجنوبية من الولايات المتحدة، وعادة ما يُستخدم جبن بروفل في تحضير البيتزا بطريقة سانت لويس في الولايات المتحدة.

## الملاحظات
1. ↑  النص الأصلي: "a soft spun-curd cheese similar to Mozzarella made from cow's milk..." that is "...used particularly for pizzas and contains somewhat less water than real Mozzarella...".
2. ↑  الجلاكتوز هو نوع من السكر موجود في منتجات الألبان والأطعمة الأخرى الأقل حلاوة من الجلوكوز. يمكن أن يؤدي السكر في الأطعمة إلى كرملتها عند طهيها، مما يزيد من لونها البني.

## قراءة معمقة
- Law، Barry A (2010). Tamime, A.Y. (المحرر). Technology of Cheesemaking. Wiley-Blackwell. ص. 13–14، 21، 198، 348، 358–381، 383–385، 387، 508. ISBN:9781444323757. مؤرشف من الأصل في يونيو 2, 2012. اطلع عليه بتاريخ أكتوبر 17, 2012.
- Sherkat، F.؛ Walker، M. "Functionality and consumer acceptance of pizza cheese analogue". Vol 57, no 2. Dairy Industry Association of Australia. مؤرشف من الأصل في 2016-03-04. اطلع عليه بتاريخ 2012-10-17. {{استشهاد ويب}}: تجاهل المحلل الوسيط |suscription= لأنه غير معروف (مساعدة)
- Govindasamy-Lucey، S.؛ وآخرون (فبراير 2006). "Influence of Condensed Sweet Cream Buttermilk on the Manufacture, Yield, and Functionality of Pizza Cheese". Journal of Dairy Science. ج. 89 ع. 2: 454–467. DOI:10.3168/jds.s0022-0302(06)72109-9. PMID:16428615. مؤرشف من الأصل في 2020-07-28.
- "Chr Hansen and Novozymes develop enzyme for producing pizza cheese from whey". Chemical Business Newsbase. 9 مارس 2009. مؤرشف من الأصل في 2020-09-10. اطلع عليه بتاريخ 2012-09-28. {{استشهاد ويب}}: تجاهل المحلل الوسيط |suscription= لأنه غير معروف (مساعدة)
- Kindstedt، P. S.؛ وآخرون (1997). "Chemically-acidified pizza cheese production and functionality". Irish Republic, Dairy Products Research Centre [5th Cheese Symposium]; Irish Republic, Univ. of Cork. مؤرشف من الأصل في 2024-11-04. اطلع عليه بتاريخ 2012-09-27.[وصلة مكسورة]
- "Better Pizza Cheese Processing". Prepared Foods. 1 مايو 2012. مؤرشف من الأصل في 2016-02-20. اطلع عليه بتاريخ 2016-02-12 – عبر Highbeam.
- "G.C. Hahn & Co.: Supplier Spotlight". Dairy Foods. 1 يناير 2006. مؤرشف من الأصل في 2013-05-10. اطلع عليه بتاريخ 2012-09-30 – عبر Highbeam.
- Gunstone، F.D.؛ وآخرون (2006). "analog+pizza+cheese" Modifying lipids for use in food. Woodhead. ص. 476. ISBN:978-1855739710. مؤرشف من الأصل في 2013-06-07. اطلع عليه بتاريخ 2012-09-30.